# Hampton (Minnesota)
Hampton – miasto w Stanach Zjednoczonych, w stanie Minnesota, w hrabstwie Dakota.